# Lag BaOmer
Lễ Đốt Lửa (tiếng Hebrew: ל״ג בעומר) là ngày lễ Do Thái Giáo. Người Do Thái tổ chức ngày lễ này vào ngày thứ 33 của Tính Omer, xảy ra vào ngày thứ 18 của Lịch Do Thái vào Tháng Iyar.

## Phong tục tập quán

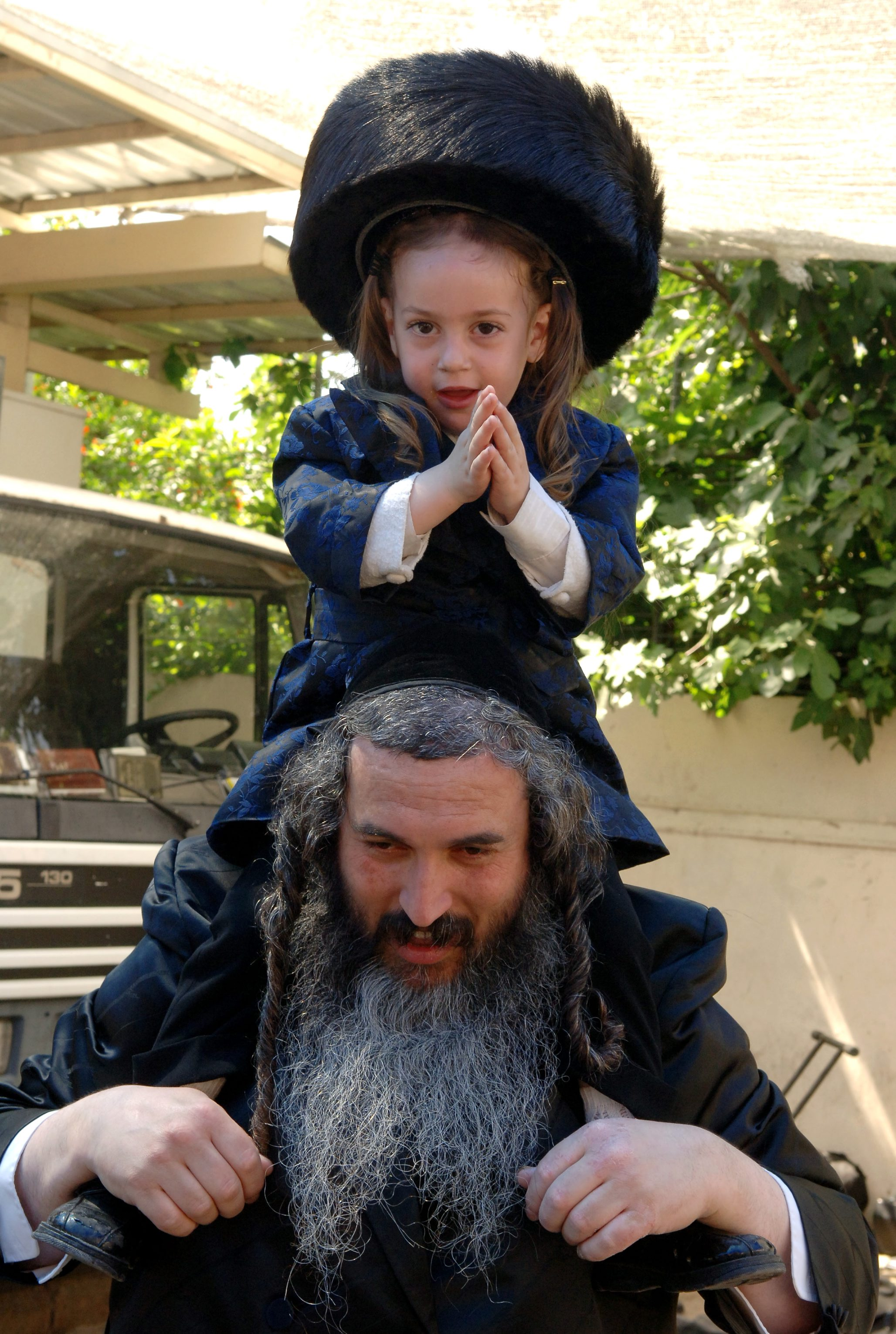
Người Do Thái cõng em bé trai trên vai và ca hát nhảy múa trong ngày lễ.

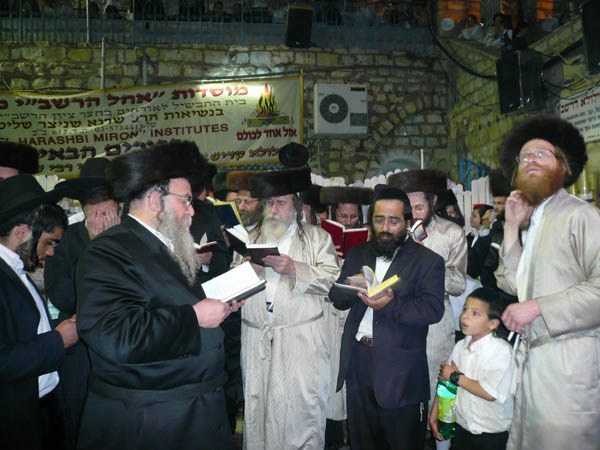
Những người đàn ông dân do thái cùng nhau đọc kinh cầu nguyện và hợp xướng trong ngày lễ.

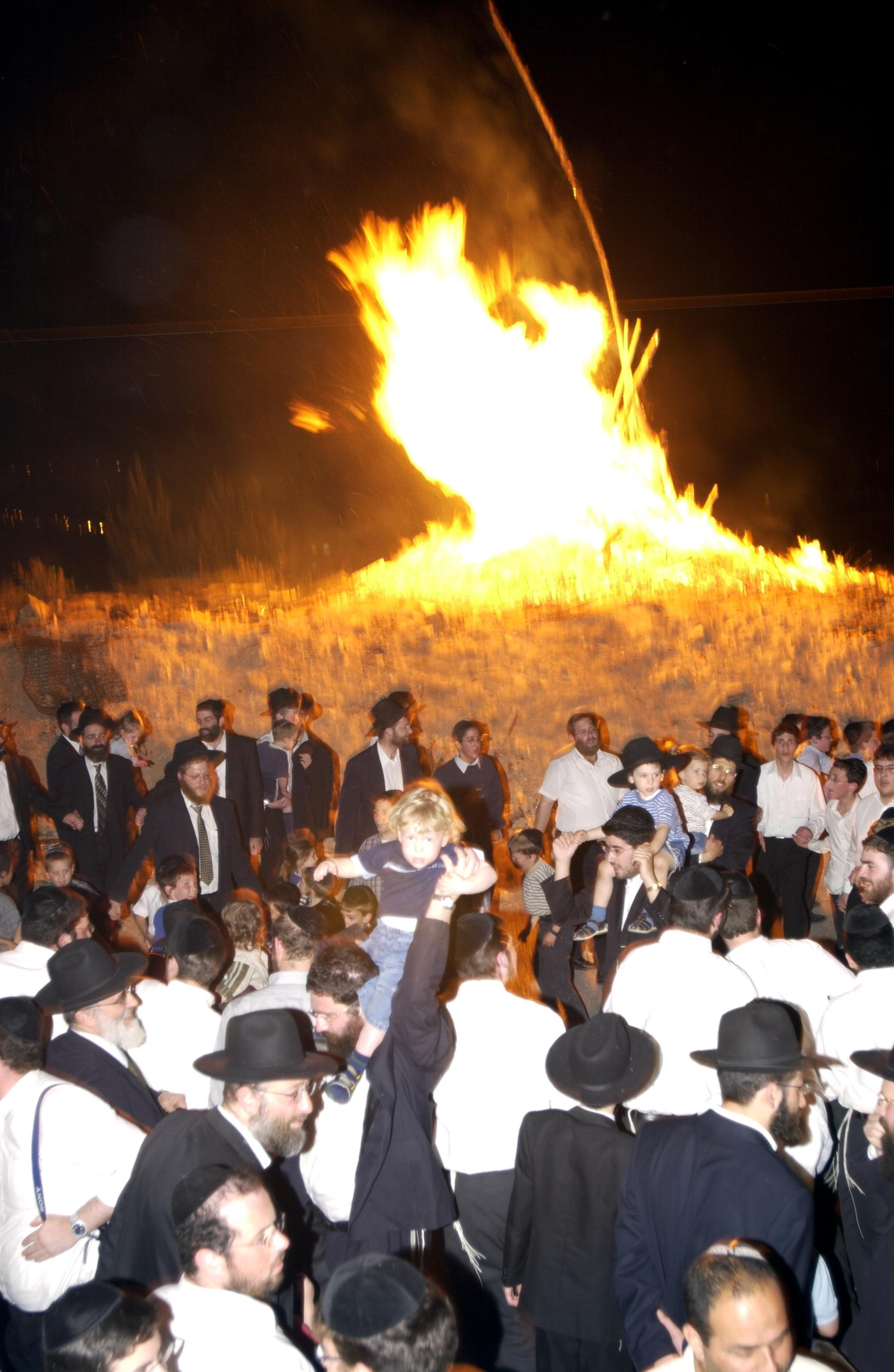
Người Do Thái nhảy múa trong ngày lễ đốt lửa.

Vào ngày Lễ Đốt Lửa, người Do Thái tổ chức và sinh hoạt các hoạt động tôn giáo như: đám cưới, tiệc tùng, nhảy múa ca hát, đi cắt Tóc Do Thái.
Gia đình đi chơi dã ngoại. Trẻ em người Do Thái mang theo cung tên (mũi tên bằng cao su), cây gậy, trái bóng và ra ngoài cánh đồng đi chơi với thầy giáo. Người Do Thái không đọc kinh cầu nguyện cho Lời cầu nguyện Tachanun cho lòng thương xót của Thiên Chúa Trời, bởi vì khi Đức Chúa Trời nở "nụ cười," Thiên Chúa đã làm những điều đặc biệt trong những ngày lễ, vì vậy cầu xin cho lòng thương xót đặc biệt là không cần thiết.

## Ngọn lửa bùng cháy
Phong tục phố biến trong ngày Lễ Đốt Lửa là đốt một ngọn lửa lớn ở khắp nơi tại Israel hay các khu cộng đồng người Do Thái truyền thống (Những người theo đạo Do Thái Giáo Chính Thống]]. Ở Meron, nơi chôn cất của Thầy đạo Shimon Bar Yochai và con trai là Thầy đạo Eleazar Ben Simeon, hàng ngàn người Do Thái tụ tập đám đông để đốt lửa, ca hát nhảy múa, và ăn uống. Điều đó là yêu cầu đặc biệt của Thầy đạo Shimon Bar Yochai và học sinh của ngài. Một số người tin rằng Thầy đạo Shimon Bar Yochai đưa ánh sáng tâm linh đến thế giới thông qua sự mặc khải của Sách Huy Hoàng (Sách Zohar), ngọn lửa bùng cháy tượng trưng cho sự ảnh hưởng giáo lý của ngài. Khi ông chết đi để lại những "ánh sáng" phía sau, cho nên người Do Thái đốt nến và đốt những ngọn lửa lớn.

## Cắt tóc lần đầu tiên cho trẻ em Do Thái
Cắt tóc lần đầu tiên cho trẻ em người Do Thái là phong tục được tổ chức ở Meron bắt đầu từ thời kỳ của Thầy đạo Isaac Luria, các em bé trai người Do Thái khi đủ ba tuổi sẽ được đi hớt tóc Tóc Do Thái lần đầu tiên (Lễ Cắt Tóc).

## Bài hát truyền thống
Bài hát truyền thống trong ngày Lễ đốt lửa là bài ca "Bar Yochai" được sáng tác bởi Thầy đạo Shimon Labia.

## Lời bài hát truyền thống
Lời bài hát truyền thống của bài ca "Bar Yochai" trong ngày Lễ đốt lửa của người Do Thái:
Điệu khúc: Bar Yochai—may mắn cho bạn, xức dầu vui vẻ [trí tuệ] vượt trội so với bạn đồng hành.
Vương Quốc Bar Yochai—Bạn đã được xức dầu thánh chảy xuống từ siêu việt [nguồn gốc của lòng thương xót]. [Giống như Cohen Gadol], bạn đội một vương miện thánh mà đặt bạn bên cạnh người đàn ông khác, một vầng hào quang lộng lẫy ràng buộc vĩnh viễn trên đầu của bạn. (Điệp Khúc).
Sự sáng lập Bar Yochai—Đó là một ngôi nhà hoà nhã mà bạn tìm thấy, vào ngày bạn đã bỏ chạy trốn thoát khỏi những người La Mã. [Mười ba năm] bạn đứng trên cát trong hang động đá - bạn xứng đáng với vương miện lộng lẫy rạng rỡ. (Điệp Khúc).
Thống trị / Đồng cảm Bar Yochai—Học sinh của bạn cũng giống như các dầm gỗ keo [mạnh mẽ và đẹp] [sử dụng để treo Mishkan]. Khi họ học Kinh Thánh Torah của Thiên Chúa (Hashem), họ trở nên đốt cháy với ánh sáng kỳ diệu [bí mật của nó]. Kìa, những bí mật được tiết lộ cho bạn bởi các thầy giáo của bạn. (Moses và Elijah). (Điệp Khúc).
Du dương Bar Yochai -- [Trong khi vẫn còn sống] bạn lên tới khu vườn Táo (Vườn Eden Vườn Địa Đàng) để thu thập các biện pháp sửa lỗi [cho các linh hồn của những người bạn]. Bí mật của Kinh Thánh Torah có hương thơm ngọt hơn bông và hoa. Đối với bạn toàn bộ sáng tạo của nhân loại là đáng giá. (Điệp Khúc).
Kiềm chế Bar Yochai—Bạn thắt mình với sức mạnh và đạt được tất cả sự tự chủ để chuẩn bị cuộc chiến của Kinh Thánh Torah của [lửa màu đen trắng] bốc cháy tại các cánh cửa [nơi mà các thẩm phán ngồi]. Bạn rút thanh kiếm ra khỏi vỏ và vung kiếm chống lại những kẻ thù [của dân tộc]. (Điệp Khúc).
Lòng tốt yêu thương Bar Yochai—Bạn lên đến một lâu đài bằng đá cẩm thạch với ánh sáng tinh khiết. Thậm chí có bạn [làm cứng khuôn mặt của bạn giống như sư tử, và] đứng bất động trước khi chòm sao Sư Tử (chòm sao). Đăng quang trong vinh quang, bạn vượt xa chòm sao Đại Hùng [nhận thức kỳ diệu mà sự bất tử chưa bao giờ nắm bắt được]. Bạn thấy, nhưng ai có thể nhìn thấy bạn ?! (Điệp Khúc).
Hiểu biết Bar Yochai - Khi bạn đã đạt đến Cực Thánh [của siêu nhiên Mikdash, bạn nắm được bí mật ] Đường Mà Xanh (đơn vị đo đạc ánh sáng thông qua đó Thiên Chúa tạo ra thế giới và) mà qua đó Chúa Trời liên tục làm mới các công trình sáng tạo hàng ngày. [Các tác phẩm sáng tạo được gọi là] Bảy tuần (Bốn mươi chín Cánh cửa của sự hiểu biết). Để vượt qua điều này và nắm bắt được bí mật của Năm mươi, bạn bị ràng buộc [suy nghĩ của bạn để] chữ cái Shin ש (trên cả hai mặt của Hộp đựng kinh cầu nguyện Tefillin của người Do Thái). (Điệp Khúc).
Trí tuệ Bar Yochai - Bạn cảm nhận ánh sáng rực rỡ bên trong của chữ cái Yud י, sự khôn ngoan khôn tả của Kinh Thánh Torah tới trước sự sáng tạo. [Bạn cai quản] Ba Mươi Hai đường dẫn [rằng dòng chảy từ các Yud י, bản chất của Kinh Thánh Torah được gọi là] Terumah đầu tiên. Sau đó, giống như Thiên Thần Cherub [trên cao], bạn được xức dầu với sự huy hoàng ánh sáng rạng rỡ của Thiên Chúa. (Điệp Khúc).
Vương niệm Bar Yochai - Khi bạn đã đạt đến mức cao nhất của ánh sáng bí ẩn, bạn sợ nhìn vào do tầm vóc lớn lao của vẻ đẹp trong sáng. Nó (là mức độ ẩn nhất của ý chí và mục đích của Thiên Chúa) được gọi là sự hư vô, liên quan đến những gì Thiên Chúa (Hashem) nói: "Không ai có thể nhìn thấy ta [và duy trì sự sống thể chất]." (Điệp Khúc).
Bar Yochai - May mắn là người má mang bạn, may mắn là những quốc gia thấm nhuần sự dạy bảo của bạn! Và may mắn là những người nắm bắt được những bí mật [bạn tiết lộ]! Họ mặc những áo giáp ngực của sự hoàn hảo và ánh sáng của bạn.
Điệp khúc: Bar Yochai - may mắn là bạn, xức dầu vui mừng (trí tuệ) vượt trội so với bạn đồng hành.

## Tóm tắt về Khởi nghĩa Bar Kokhba
Khởi nghĩa Bar Kokhba (132 – 136) do Thầy đạo Simon Bar Kokhba lãnh đạo năm 132 sau Công Nguyên để chống lại Đế quốc La Mã.
Ngày 10 tháng 8 năm 117 sau công nguyên, Vua Hadrianus lên ngôi Hoàng đế La Mã thứ 14 của Đế quốc La Mã. Vua viếng thăm tàn tích Đền thờ Jerusalem. Vua Hadrianus có cảm tình lần đầu tiên đối với người Do Thái và cho phép người Do Thái trở về Jerusalem. Sau đó, vua Hadrianus hứa là sẽ xây dựng lại Đền thờ Jerusalem cho người Do Thái.
Vua Hadrianus muốn xây dựng một ngôi đền thờ đề thờ lạy vị thần La Mã Jupiter (thần thoại) trên đống di tích đổ nát còn sót lại của Đền thờ Jerusalem và Vua Hadrianus muốn thành lập một thành phố mới ở Jerusalem tên là Aelia Capitolina. Đây là nguyên nhân làm cho người Do Thái phản đối vì họ không thể chấp nhận việc thờ tượng hình.
Năm 132, người Do Thái bắt đầu cuộc Khởi nghĩa Bar Kokhba do Thầy đạo Simon Bar Kokhba chỉ huy.
Vua Hadrianus sắp đặt Đại tướng Marcus Claudius Marcellus, tới giúp đỡ Quintus Tineius Rufus. Kết quả là người Do Thái đánh bại cả hai nhà lãnh đạo La Mã là Đại tướng Marcus Claudius Marcellus và Quintus Tineius Rufus.
Vua Hadrianus sắp đặt Sextus Julius Severus, Quintus Lollius Urbicus. Sextus Julius Severus bao vây pháo đài của người Do Thái và ngăn chặn nguồn thức ăn cho đến khi người do thái trở nên yếu dần. Sau đó, Quân đội Đế quốc La Mã tăng cường tấn công người Do Thái.
Trận đấu cuối cùng xảy ra ở Betar. Tường thành bị sụp đổ. Người Do Thái ở Bethar bị giết chết.
Sau khi cuộc nổi dậy bị dập tắt, Vua Hadrianus cấm các hoạt động tôn giáo của người Do Thái như: cắt bao quy đầu, nghiên cứu Kinh Thánh Torah, giữ ngày Sa bát, và cấm những nghi lễ và hoạt động tôn giáo khác.

## Chủ nghĩa phục quốc Do Tháivà lễ đốt lửa
Quốc gia Israel hiện đại ngày nay, những người theo Chủ nghĩa phục quốc Do Thái gọi là Zionist. Những người đầu tiên theo Chủ nghĩa phục quốc Do Thái định nghĩa lại về ngày lễ đốt lửa từ một ngày lễ tôn giáo hướng về một kỷ niệm cuộc Khởi nghĩa Bar Kokhba chống lại Đế quốc La Mã. Theo công bố của Yael Zerubavel tại trường Đại học Rutgers, một số truyền thống ngày lễ đốt lửa được diễn dịch lại bởi tư tưởng Chủ nghĩa phục quốc Do Thái vào những chiến thắng của quân nổi dậy Bar Kokhba chứ không phải là thất bại cuối cùng của họ ở Betar ba năm sau đó. Bệnh dịch hạch làm chết 24.000 đệ tử của Thầy đạo Akiva là một tài liệu tham khảo kín, ngày thứ 33 khi bệnh dịch đã kết thúc được giải thích là ngày chiến thắng của cuộc Khởi nghĩa Bar Kokhba. Vào cuối những năm 1940, sách giáo khoa minh họa Thầy đạo Simon Bar Kokhba là anh hùng trong khi Thầy đạo Simon Bar Kokhba và Thầy đạo Akiva đứng trên băng ghế dự bị, cổ vũ anh ta. Điều này giải thích về việc ca hát và nhảy múa xung quanh đống lửa vào ban đêm để ăn mừng chiến thắng của Thầy đạo Simon Bar Kokhba, và việc bắn cung để tưởng nhớ các hành động của quân đội nổi dậy Bar Kokhba.
Đất nước Israel hiện đại ngày nay, Lễ đốt lửa là "biểu tượng tinh thần chiến đấu của người Do Thái."

## Chơi bắn cung tên trong ngày lễ đốt lửa
Người Do Thái chơi bắn cung tên trong ngày lễ đốt lửa để kỷ niệm về hiện tượng thiên nhiên đặc biệt vào thời gian còn sống của Thầy đạo Shimon Bar Yochai là không có bất cứ cầu vòng nào xuất hiện trên bầu trời.
Đối với người Do Thái, cầu vòng là điềm báo xấu vì cầu vòng chỉ xuất hiện khi trái đất xứng đáng bị trừng phạt. Cầu vòng xuất hiện lần đầu tiên sau cơn Đại hồng thủy Tàu Nô-ê.
Từ đó Thiên Chúa nói rằng Ngài sẽ không bao giờ phá hủy thế giới nữa, nhưng Thiên Chúa sẽ gửi điềm báo là cầu vòng.
Sách Sáng Thế 9:8-17 trong Kinh Thánh có ghi chép rằng,
Thiên Chúa Trời nói với Noah và các con trai ông, Về phần Ta, Ta lập một giao ước với các ngươi, với dòng dõi của các ngươi sau này, và với mọi sinh vật đang sống với các ngươi, các loài chim, các loài gia súc, các loài thú vật đang sống trên mặt đất với các ngươi, những sinh vật đã ra khỏi tàu. Ta lập giao ước của Ta với các ngươi: Ta sẽ không bao giờ tiêu diệt các loài máu thịt bằng nước lụt nữa và sẽ không bao giờ có một trận đại hồng thủy để hủy diệt trái đất nữa. Thiên Chúa Trời nói, Đây là điềm báo để chỉ về giao ước Ta đã lập giữa Ta với các ngươi và với mọi sinh vật đang sống với các ngươi, cho đến muôn vàn thế hệ về sau: Ta đã đặt cầu vồng của Ta ở trong mây, và nó là điềm báo về giao ước của Ta với trái đất. Mỗi khi Ta mang đám mây trên trái đất, cầu vồng sẽ xuất hiện trong mây; Ta sẽ nhớ lại giao ước giữa Ta với các ngươi và với mọi sinh vật của các loài máu thịt, và nước sẽ không bao giờ trở thành một cơn đại hồng thủy để tiêu diệt các loài máu thịt nữa. Và khi cầu vồng xuất hiện trong mây, Ta sẽ trông thấy nó, và ta sẽ nhớ lại giao ước đời đời giữa Thiên Chúa Trời và mọi sinh vật của các loài máu thịt sống trên mặt đất. Thiên Chúa Trời nói với Noah, Đó là điềm báo của giao ước Ta đã lập giữa Ta và các loài máu thịt sống trên trái đất.
Trong suốt cuộc đời của Thầy đạo Shimon Bar Yochai, thế giới đầy những công đức vì Thầy đạo Shimon Bar Yochai và do đó không bao giờ nhìn thấy một cầu vồng xuất hiện trên bầu trời.